# New Orleans Storm
New Orleans Storm was een voetbalclub, die deelnam aan de United Soccer Leagues
van 1993 tot 1999. De club, opgericht in New Orleans, Louisiana, werd oorspronkelijk opgericht als the New Orleans Riverboat Gamblers. De club begon (onder deze naam) in de D-3 Pro League voor ze promoveerden naar de A-League in 1997. Een jaar later kreeg de club haar nieuwe naam. 1999 was het laatste jaar dat de club bestond. Onder andere Stern John, Ezra Hendrickson en Jason Russell speelden voor New Orleans.

## Jaaroverzicht
| Jaar | Divisie | Competitie          | Reg. Seizoen                | Playoffs      | Open Cup                             |
| ---- | ------- | ------------------- | --------------------------- | ------------- | ------------------------------------ |
| 1993 | geen    | USISL (provisional) | 1st, Southern Challenge Cup | geen          | geen deelname                        |
| 1994 | 3       | USISL               | 2nd, Midsouth               | Halve finales | geen deelname                        |
| 1995 | 3       | USISL Pro League    | 5th, South Central          | geen          | 1e ronde                             |
| 1996 | 3       | USISL Select League | 3rd, Central                | 1e ronde      | geen deelname                        |
| 1997 | 2       | USISL A-League      | 1st, Central                | Finale        | 16e finales                          |
| 1998 | 2       | USISL A-League      | 4th, Central                | Halve finales | Verloren van Orlando Nighthawks, 2-1 |
| 1999 | 2       | USL A-League        | 3rd, Central                | Kwartfinales  | geen deelname                        |

## Bekende trainers
- Mike Jeffries 1995-1998